# Guaminí (partido)
Guaminí est un partido de la province de Buenos Aires fondé en 1886 dont la capitale est Guaminí.